# Людвіґ Гевеші
Людвіґ Гевеші (нім. Ludwig Hevesi, уродж. Лайош Леві угор. Lövy Lajos або Людвіг Гірш нім. Ludwig Hirsch; 20 грудня 1843, Гевеш — 27 лютого 1910, Відень) — австро-угорський письменник і журналіст.

## Біографія
Людвіґ (Лайош) Хевеші народився в родині єврейського лікаря Мора Леві і його дружини Аделі, в 1854—1862 роках навчався в гімназії, потім в 1862—1865 роках вивчав класичну філологію і медицину в Будапештському і Віденському університетах, але не закінчив освіти, оскільки зайнявся журналістикою і літературною творчістю. 1872 року взяв собі псевдонім «Людвіґ Гевеші» за назвою рідного міста. Спочатку працював в будапештських виданнях і займав посаду головного фейлетоніста. 1875 року переїхав до Відня, де продовжував писати фейлетони. За своє життя Гевеші співпрацював більш ніж з двома десятками газет і журналів, що випускалися в Австро-Угорщині, і сам був засновником молодіжної газети. Гевеші спеціалізувався на театральних рецензіях, перш за все, до вистав Бурґтеатра, а також на художню критику і літературних есе. Гевеші також опублікував путівники по Німеччині, Англії, Греції та Італії, складав гуморески і прославився як великий колекціонер утопічних романів.
Людвіґ Гевеші був визнаним критиком австрійського мистецтва епохи Франца Йосифа I. Своєю публіцистикою він активно підтримував Віденську сецесію і сприяв її успіху. На противагу пануючому в австрійському живописі XIX століття «макартовскому стилю» Гевеші захищав перших сецессіоністів, пейзажиста Теодора фон Германа і згодом, після розколу в Сецесіоні так звану «групу Клімта». Саме Гевеші в своїй праці «Старе мистецтво — нове мистецтво» вперше використав термін «нове мистецтво», яке утвердилося у французькому як «ар-нуво», а в німецькому — як «югендстиль». Йому ж належить авторство девізу сецессиону на вході в їх будинку: «Кожному часу своє мистецтво, кожному мистецтву своя свобода».
Гевеші не створив сім'ї, у віці 66 років він застрелився у власній квартирі на Вальфішгассе, 8, у Внутрішньому Місті. Обставини його самогубства, зокрема, лист, написаний в день смерті Ігнацу Шніцерові, свідчили про те, що він прийняв це рішення спонтанно. Людвіґ Гевеші похований на Центральному кладовищі Відня. Ім'я Людвіґа Гевеші носить провулок у віденському районі Гітцинг.

## Література

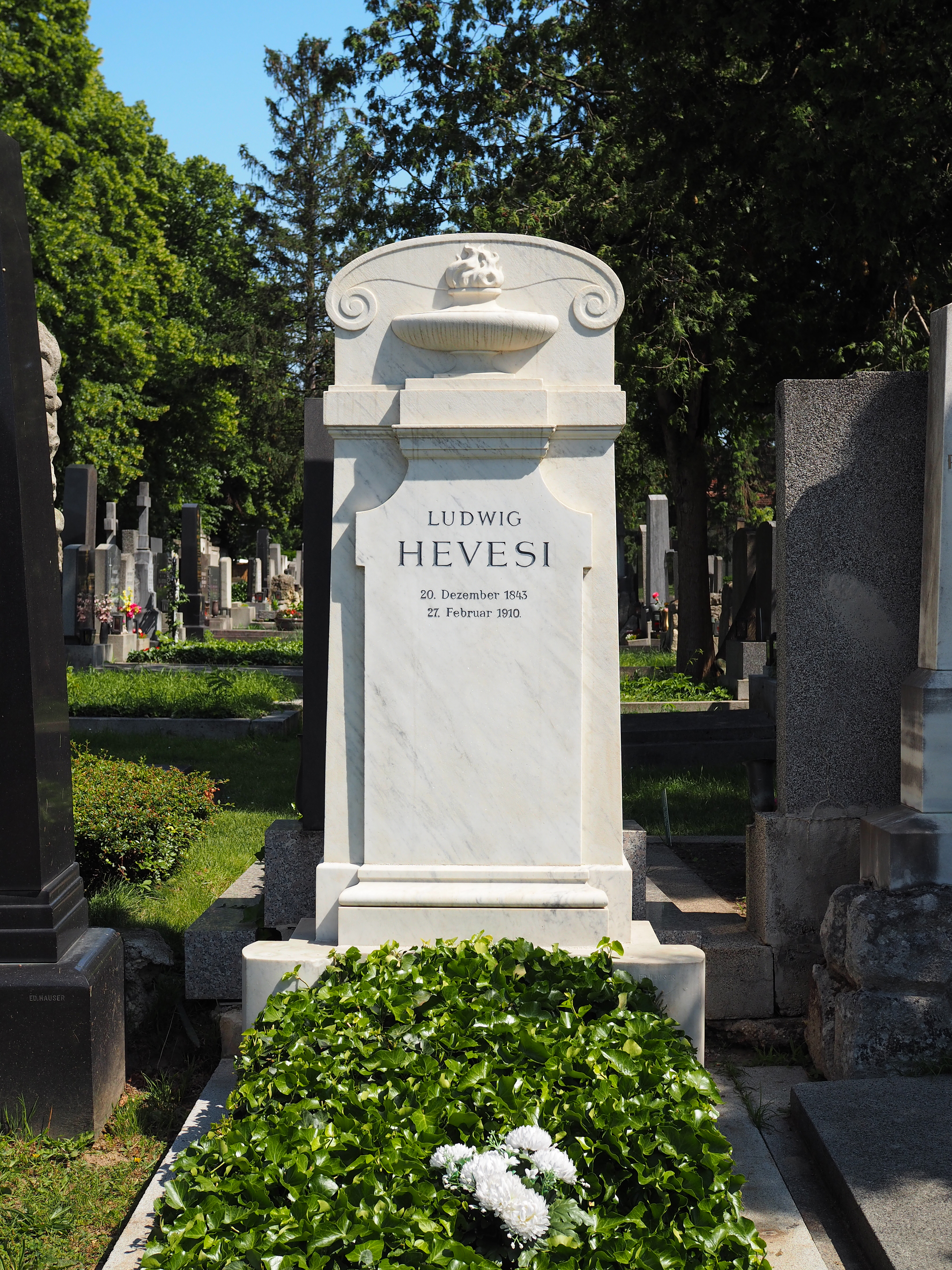
Могила Людвіга Гевеші на Центральному кладовищі Відня